# Red Pearls
Red Pearls é um filme mudo britânico de 1930, do gênero policial, dirigido por Walter Forde e estrelado por Lillian Rich, Frank Perfitt e Arthur Pusey. Foi feito no Walton Studios em Walton-on-Thames. Foi baseado no romance Nearer! Nearer!, de J. Randolph James.

## Elenco

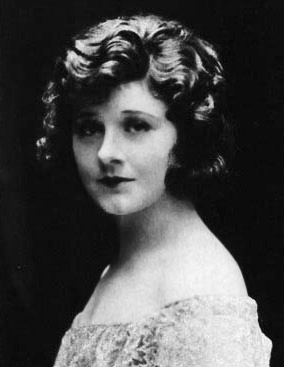
Lillian Rich

- Lillian Rich ... Sylvia Radshaw
- Frank Perfitt ... Gregory Marston
- Arthur Pusey ... Paul Gordon
- Frank Stanmore ... Martin Radshaw
- Kiyoshi Takase ... Tamira
- Gabrielle Brune
- Harold Saxon-Snell